# Deutsches Meisterschaftsrudern 2009
Das 120. Deutsche Meisterschaftsrudern wurde 2009 in Brandenburg an der Havel und Essen ausgetragen. In 17 Bootsklassen wurden Medaillen vergeben, davon zehn bei den Männern und sieben bei den Frauen.

## Medaillengewinner

### Männer
| Bootsklasse                           | Gold | Silber | Bronze |
| ------------------------------------- | --- | --- | --- |
| Einer                                 | Marcel Hacker (Frankfurter RG Germania) | Stephan Krüger (ORC Rostock von 1956) | Eric Knittel (Berliner Ruder-Club) |
| Doppelzweier                          | RV Weser Hameln Jan Jedamski Torben Jedamski | Potsdamer RG Marcel Vollgold Paul Schröter | Rudersdorfer RV Kalkberge Florian Richter Andy Klimpel                                                                                                |
| Zweier ohne Steuermann                | Rgm. RTHC Bayer Leverkusen / Ratzeburger RC Gregor Hauffe Florian Mennigen                                                                                      | Rgm. RTHC Bayer Leverkusen / Mainzer RV von 1878 Toni Seifert Sebastian-Mathias Schmidt                                                                         | Rgm. Ulmer RC Donau / Mannheimer RG Baden Urs Käufer Filip Adamski                                                                                    |
| Doppelvierer                          | RTHC Bayer Leverkusen Fabian Mimberg Moritz Otto Felix Otto Heiner Schwartz                                                                                     | Rüdersdorfer RV Kalkberge Tino Töpfer Benjamin Kawalle Florian Richter Andy Klimpel                                                                             | RV Weser Hameln Fabian Schönhütte Lennart Hawranke Jan Jedamski Torben Jedamski                                                                       |
| Vierer ohne Steuermann                | Crefelder RC 1883 Matthias Simons Lars Henning Dirk Marteter Moritz Koch                                                                                        | Der Hamburger und Germania RC Bastian Seibt Johann-Sebastian Diemann Andreas Clausen Daniel Holert                                                              | Keine weiteren Boote am Start. |
| Achter                                | Berliner Ruder-Club Adrian Bretting Jonas Schützeberg Andreas Kuffner Anton Braun Eric Knittel Lars-Hendrik Lübbert Olaf Beckmann Ole Tietz Martin Sauer (Stm.) | Osnabrücker RV Matthias Bergmann Andreas Schierke Marco Hehmann Christian Vennemann Jan Tebrügge Daniel Tusch Andreas Tönnies Lutz Ackermann Henri Kuper (Stm.) | Crefelder RC 1883 Matthias Simons Thorsten Hütz Dirk Marterer Lars Henning Sebastian Fürst Andreas Baloghy Larus Melka Moritz Koch Stefan Lier (Stm.) |
| Leichtgewichts-Einer                  | Lars Hartig (Friedrichstädter RG von 1926) | Christian Hochbruck (RC Karlstadt 1928) | Michael Wieler (Frankfurter RG Germania) |
| Leichtgewichts-Doppelzweier           | Stuttgarter RG von 1899 Benjamin Bogenschütz Valentin Schätzlein                                                                                                | Crefelder RC 1883 Christoph Schregel Marc Benger | RG Marktheidenfeld Thomas Zaiser Stephan Carl |
| Leichtgewichts-Zweier ohne Steuermann | RV Saarbrücken Jochen Kühner Martin Kühner | Rgm. RV Saarbrücken / RG Treis-Karden 1969 Jost Schömann-Finck Matthias Schömann-Finck                                                                          | RG Treis-Karden 1969 Lukas Oberhausen Frederik Prigge                                                                                                 |
| Leichtgewichts-Vierer ohne Steuermann | ETuF Essen Markus Reckzeh Daniel Wisgott Michael Reckzeh Morgan Baumgärtel                                                                                      | RG Wiking Berlin Maik Zentner Arne Seelig Janek Horeis Marko Johann                                                                                             | Keine weiteren Boote am Start. |

### Frauen
| Bootsklasse                 | Gold                                                                                     | Silber                                                                        | Bronze                                                                              |
| --------------------------- | ---------------------------------------------------------------------------------------- | ----------------------------------------------------------------------------- | ----------------------------------------------------------------------------------- |
| Einer                       | Peggy Waleska (Dresdner RC 1902)                                                         | Christiane Huth (Potsdamer RG)                                                | Stephanie Schiller (Potsdamer RG)                                                   |
| Doppelzweier                | Potsdamer RG Anika Weiße Anna-Theresa Kluchert                                           | Lübecker Frauen-RG von 1907 Johanna Brast Melanie Hansen                      | RC Witten Lea Rumpel Fabienne Andree                                                |
| Zweier ohne Steuerfrau      | Rgm. Crefelder RC 1883 / Ulmer RC Donau Kerstin Hartmann Marlene Sinnig                  | Rgm. RV Saarbrücken / Heilbronner RG Schwaben Katrin Reinert Nina Wengert     | Rgm. RC Westfalen Herdecke / RV Ems-Jade-Weser Christina Hennings Nadine Schmutzler |
| Doppelvierer                | Mainzer RV von 1878 Annette Meinecke Barbara Karches Sybille Exner Charlotte Arand       | RG Hansa Hamburg Jana Verheyen Juliane Möcklinghoff Maren Derlien Sina Ingber | Dresdner RC 1902 Lea Kuhnen Josephine Förster Stephanie Müller Ulrike Frey          |
| Vierer ohne Steuerfrau      | RG Hansa Hamburg Katharina von Kodolitsch Christin Vetter Claudia Schad Johanna Rönfeldt | Crefelder RC 1883 Marlene Sinnig Theresa Hülsmann Johanna Davids Mona Benger  | Essener RRV Anna-Maria Kipphardt Navina Passmann Anja Broders Ronja Schütte         |
| Leichtgewichts-Einer        | Marie-Louise Dräger (ORC Rostock von 1956)                                               | Anja Noske (RV Saarbrücken)                                                   | Laura Tibitanzl (ARC Würzburg)                                                      |
| Leichtgewichts-Doppelzweier | Kölner RV von 1877 Constanze Höhn Merle Schäfer                                          | Essener RRV Fabienne Knoke Jaqueline Jozwiak                                  | RV Weser Hameln Merle Wessel Nora Wessel                                            |